# Lapin blanc
Pour les articles homonymes, voir White Rabbit.
Cet article possède un paronyme, voir Le Lapin blanc.
Le Lapin blanc (en version originale : White Rabbit) est un personnage de fiction du livre Les Aventures d'Alice au pays des merveilles de Lewis Carroll. Il est l'un des personnages les plus célèbres de l'univers de cette histoire[réf. souhaitée].
Il apparaît au tout début du livre, dans le premier chapitre, portant un gilet bleu et une montre à gousset, et en répétant « en retard, toujours en retard ». Il regarde souvent l'heure. Alice le poursuit jusqu'à tomber dans un terrier qui l'emmène au Pays des merveilles. 

## Hommage
Un astéroïde de la ceinture principale découvert en 1999 est nommé en l'honneur du personnage (17942) Lapinblanc.

## Culture populaire

### Jeux vidéo
- American McGee's Alice et Alice : Retour au pays de la folie
- Kingdom Hearts et Kingdom Hearts: Chain of Memories
- Manhunt
- Castlevania: Aria of Sorrow

### Cinéma et télévision
- Au début de Matrix, Néo doit « suivre le lapin blanc », ce sera un tatouage qui mènera à Trinity, celle qui le fera sortir de la matrice.
- Le Lapin Blanc apparaît dans la série Once Upon a Time in Wonderland. Son doublage est assuré par John Lithgow.
- Dans l'épisode 5 de la saison 1 de la série Lost : Les Disparus, John Locke évoque « la poursuite du Lapin Blanc » à Jack Shephard lorsque celui-ci se met à avoir des hallucinations.
- Dans l'animé Sakura card captor sorti le 7 avril 1998 , nous pouvons appercevoir Mathieu incarnant le rôle du lapin blanc dans l'épisode 55 de la saison 3 sorti en 2 novembre 1999 intitulé "Sakura au pays des merveilles".

### Musique
- Jefferson Airplane a enregistré une chanson intitulée White Rabbit.
- Yaron Herman a publié un album intitulé Follow the White Rabbit.
- Orelsan a utilisé le lapin blanc dans plusieurs de ses clips.
- Egypt Central a intitulé un album White Rabbit en 2011.